# Günther Meier
Günther Meier (* 26. Juli 1941 in Nürnberg; † 23. November 2020 ebenda) war ein deutscher Boxer und Boxtrainer. Er war Gewinner der Bronzemedaille bei den Olympischen Spielen 1968 in Mexiko-Stadt im Halbmittelgewicht und Europameister der Amateure 1969 in Bukarest im Weltergewicht.

## Werdegang
Günther Meier begann als Jugendlicher beim BC Nürnberg-West mit dem Boxen. 1959 wurde er deutscher Juniorenmeister im Leichtgewicht und bewies damit sein großes Talent. Der Weg bei den Senioren an die Spitze in der Bundesrepublik Deutschland und Europa war aber auch für ein so begnadetes Talent wie Günther Meier schwer, denn neben seiner Boxerlaufbahn war er stets auf sein berufliches Fortkommen bedacht. Er trat dazu in die Bundeswehr ein und wurde Fallschirmjäger. Er war dabei in Altenstadt bei Schongau stationiert und startete für den Boxring Peiting.
1962 und 1963 wurde er bayerischer Meister bei den Senioren im Halbmittelgewicht und 1965 errang er auch erstmals den deutschen Meistertitel, dem bis 1972 noch vier weitere folgen sollten. 1967 und 1969 wurde er deutscher Vizemeister.
Sein Debüt bei internationalen Boxmeisterschaften gab er 1968 bei den Olympischen Spielen in Mexiko-Stadt. Da war er immerhin schon 27 Jahre alt. Günther Meier überzeugte aber in Mexiko-Stadt und gewann im Halbmittelgewicht über Honorio Bórquez aus Chile, Stephen Thega aus Kenia und David Jackson aus den USA nach Punkten. Im Halbfinale traf er auf den hohen Favoriten in dieser Gewichtsklasse Boris Lagutin aus der Sowjetunion. Er lieferte diesem einen beherzten Kampf, so dass einer der Punktrichter sogar ihn als Sieger sah. Den 4:1-Punktsieg des Kampfgerichtes erhielt aber Boris Lagutin. Günther Meier hatte aber eine Bronzemedaille gewonnen.
Bei der Europameisterschaft 1969 in Bukarest startete Günther Meier im Weltergewicht. Er war dort in der Form seines Lebens und siegte über Emilian Fougart aus Belgien durch techn. KO in der 2. Runde, über Evangelos Ikonomakos aus Griechenland und Wladimir Musalimow aus der UdSSR nach Punkten und schlug im Finale auch den rumänischen Lokalmatador Viktor Silbermann sicher nach Punkten. Der Europameistertitel war der Lohn dafür.
Zum Abschluss seiner Karriere war Günther Meier bei den Olympischen Spielen in München am Start. Dort siegte er über Jeff Rackley aus Neuseeland und Sangnual Rabieb aus Thailand nach Punkten. Im Viertelfinale traf er auf den Kubaner Emilio Correa, der einen knappen 3:2-Punktsieg über Günther Meier zugesprochen bekam. Dadurch ging Günther Meier in München leer aus, obwohl er wahrscheinlich nach dem späteren Olympiasieger Emilio Correa der zweitbeste Boxer des Weltergewichtsturnieres war.
In allen 14 Länderkämpfen, die Günther Meier bestritt, blieb er siegreich.
Nach den Olympischen Spielen in München beendete Günther Meier seine Boxerlaufbahn. Er war danach ehrenamtlich noch einige Jahre als Boxtrainer tätig.

## Internationale Erfolge
(OS = Olympische Spiele, EM = Europameisterschaft, We = Weltergewicht, Hm = Halbmittelgewicht, damals bis 67 kg bzw. 71 kg Körpergewicht)
| Jahr | Platz  | Wettbewerb         | Gewichtsklasse |                                                                                                 |
| 1968 | Bronze | OS in Mexiko-Stadt | Halbmittel     | hinter Boris Lagutin, UdSSR u. Rolando Garbey, Kuba, gemeinsam mit John Baldwin, USA            |
| 1969 | 1.     | EM in Bukarest     | Welter         | vor Viktor Silbermann, Rumänien, Wladimir Musalimow, UdSSR u. Iwan Kirkajow, Bulgarien          |
| 1972 | 5.     | OS in München      | Welter         | hinter Emilio Correa, Kuba, János Kajdi, Ungarn, Dick Tiger Murunga, Kenia u. Jesse Valdez, USA |

## Deutsche Meisterschaften
(Finalergebnisse, soweit bekannt)
| Jahr | Platz | Gewichtsklasse |                                                              |
| 1965 | 1.    | Halbmittel     | Punktsieger über Gerhard Piaskowy, Berlin                    |
| 1966 | 1.    | Halbmittel     | Punktsieger über Hein Mück, Siegburg                         |
| 1968 | 1.    | Halbmittel     | Punktsieger über Reinhard Skricek, Buer                      |
| 1969 | 2.    | Welter         | Disq.-Niederlage 3. Runde gegen Wolfgang Fiedler, Salzgitter |
| 1970 | 1.    | Welter         |                                                              |
| 1972 | 1.    | Welter         |                                                              |

## Länderkämpfe
| Jahr | Ort        | Gegnerland  | Gewichtsklasse |                                      |
| 1963 | Neumünster | Österreich  | Welter         | Punktsieger über Jöchtl              |
| 1965 | Vichy      | Frankreich  | Halbmittel     | Punktsieger über Thomas              |
| 1965 | Hamburg    | Rumänien    | Halbmittel     | Punktsieger über Dobre               |
| 1966 | Berlin     | USA         | Halbmittel     | Punktsieger über Howard              |
| 1966 | Hannover   | Ungarn      | Halbmittel     | Punktsieger über Szabo               |
| 1966 | Böblingen  | Frankreich  | Halbmittel     | Punktsieger über Cotot               |
| 1968 | Dublin     | Irland      | Halbmittel     | Punktsieger über Eamon McCusker      |
| 1968 | Hannover   | USA         | Halbmittel     | Punktsieger über William Beeler      |
| 1969 | Lahr       | Frankreich  | Welter         | Punktsieger über Clerget             |
| 1969 | Milwaukee  | USA         | Welter         | Punktsieger über Larry Carlisle      |
| 1970 | Köln       | Polen       | Welter         | Punktsieger über Zbigniew Zakrzewski |
| 1970 | Göppingen  | Schottland  | Halbmittel     | Punktsieger über Crockett            |
| 1971 | Viareggio  | Italien     | Welter         | Punktsieger über Damiano Lassandro   |
| 1972 | Hannover   | Jugoslawien | Welter         | Punktsieger über Jovan Djakula       |